# Округ Хенри (Ајова)
Округ Хенри (енгл. Henry County) је округ у америчкој савезној држави Ајова.

## Демографија
По попису из 2010. године број становника је 20.145, што је 191 (-0,9%) становника мање 2000. године.
| Група             | 2000.          | 2010.          |
| Белци             | 19.154 (94,2%) | 18.141 (90,1%) |
| Афроамериканци    | 302 (1,5%)     | 447 (2,2%)     |
| Азијати           | 383 (1,9%)     | 461 (2,3%)     |
| Хиспаноамериканци | 256 (1,3%)     | 764 (3,8%)     |
| Укупно            | 20.336         | 20.145         |